# Qaboes bin Said Al Said
Qaboes bin Sa’id Al ‘Bu Sa’id (Arabisch: قابوس بن سعيد آل سعيد Qābūs bin Saʿīd ʾĀl Saʿīd) (Salalah, 18 november 1940 – Muscat, 10 januari 2020), was de sultan van Oman. Hij kwam aan de macht na het omverwerpen van zijn vader Sa'id ibn Taimur, door een staatsgreep in 1970, met hulp van Britse militairen. Hij was een afstammeling van de 14e generatie van de stichter van de Al Said-dynastie.

## Jeugd
Qaboes is de enige zoon van zijn vader Sa’id ibn Taimur. Tot zijn 16de woonde hij in zijn geboorteplaats Salalah. Daarna werd hij naar een privéschool in Groot-Brittannië gestuurd. Op 20-jarige leeftijd volgde hij de militaire academie Sandhurst, waarna een militaire carrière volgde, waarbij hij onder andere gelegerd was in Duitsland. Na een studie ‘local government’ maakte hij een wereldreis om in 1964 terug te keren naar Oman. Hij kreeg huisarrest, maar mocht wel bezoekers ontvangen.

## Machtsovername
Qaboes bestudeerde toen de islam en de geschiedenis van Oman en het Omaanse volk. Tot de conclusie gekomen dat er armoede heerste en de slavernij moest worden afgeschaft, besloot hij de macht over te nemen. Op 23 juli 1970 nam hij de troon over en stuurde hij zijn vader in ballingschap naar Groot-Brittannië. De Omanieten die het land verlaten hadden, werden uitgenodigd terug te keren om te helpen het land te verbeteren. Qaboes werd de nieuwe sultan, premier, minister van Defensie en van Buitenlandse Zaken. Hij zorgde ervoor dat Oman lid werd van zowel de Arabische Liga als de Verenigde Naties. Verder werd de naam van het land, Sultanaat van Muscat en Oman, veranderd naar de huidige naam en veranderde de vlag.

## Politiek
In 1978 was hij de enige Arabische leider die de akkoorden tussen Egypte en Israël steunde. Hij was ook degene die vervolgens als schakel functioneerde tussen Egypte en andere Arabische landen. Ook in 1993 liet Qaboes zien dat hij voorstander was van het vredesproces in het Midden-Oosten door een actieve rol te spelen.
Onder leiding van Qaboes kende het land een groei in welvaart en vrijheid voor burgers. Ook vrouwen kregen kiesrecht en er werd veel geïnvesteerd in goed onderwijs. Qaboes had toen meer dan 2000 moskeeën laten bouwen, betaald door hemzelf. De grootste daarvan is de Grote-Sultan-Qaboes-bin-Saïdmoskee waar vier jaar aan gewerkt is en die in 2001 in gebruik werd genomen.
Het Oman van Qaboes onderhoudt goede betrekkingen met de Golfstaten, het sjiitische Iran, het Westen en Israël. Britse en Amerikaanse legers hebben logistieke faciliteiten in Oman en houden er militaire oefeningen. De strategische ligging aan de Indische Oceaan en aan de zeestraat van Hormuz geeft toegang tot de olierijke Perzische Golf.

## Gezondheidstoestand en overlijden
Op 7 december 2019 reisde de sultan met zijn gevolg in drie vliegtuigen naar België om er zich in het Universitair Ziekenhuis van Leuven medisch te laten behandelen. Hiertoe huurde hij twee maanden het volledige luxehotel The Fourth en Restaurant Tafelrond in het Tafelrond op de Grote Markt van de stad Leuven af. Het verblijf van de sultan in Leuven zorgde ook voor enig protest; hij parkeerde zijn wagenpark op de Grote Markt, ondanks dat de Grote Markt een autovrije zone is en er een parkeerverbod geldt. Uiteindelijk werd tussen een delegatie van de sultan en de Leuvense politie afgesproken dat hij om veiligheidsredenen twee auto's op de Grote Markt mocht parkeren. Vroeger dan verwacht keerde de sultan op 13 december 2019 terug naar zijn land, om er te sterven. Qaboes overleed op 10 januari 2020 op 79-jarige leeftijd.

## Opvolging
Qaboes was gescheiden en had geen kinderen, waardoor het niet vaststond wie de troon zou overnemen. De familie had het recht een opvolger aan te wijzen in de eerste week na Qaboes' overlijden. Zij heeft bepaald dat dit zijn neef Haitham bin Tariq Al Said is.